# Renouveau national lituanien
Le renouveau national lituanien ou le nationalisme lituanien (en lituanien : Lietuvių tautinis atgimimas) est une période de l'histoire de la Lituanie au XIXe siècle, à l'époque où une grande partie des régions habitées par la Lituanie appartenait à l'Empire russe (la partition russe de la république des Deux-Nations). Elle a été exprimée par la montée de la volonté d'autodétermination des Lituaniens, qui conduit à la formation de la nation lituanienne moderne et culmine avec le rétablissement d'un État lituanien indépendant. Parmi les participants les plus actifs au renouveau national figurent Vincas Kudirka et Jonas Basanavičius. Cette période correspond en grande partie à la montée du nationalisme romantique et à d'autres renaissances nationales de l'Europe du XIXe siècle.
Le renouveau a été précédé par une brève période du début du XIXe siècle connue sous le nom de « renaissance samogitienne » menée par des étudiants de l'université de Vilnius, dont Simonas Daukantas et Simonas Stanevičius. Le renouveau national lituanien le plus récent est peut-être lié aux événements de la fin du XXe siècle, également connus sous le nom de Révolution chantante.

## Statut de la langue lituanienne

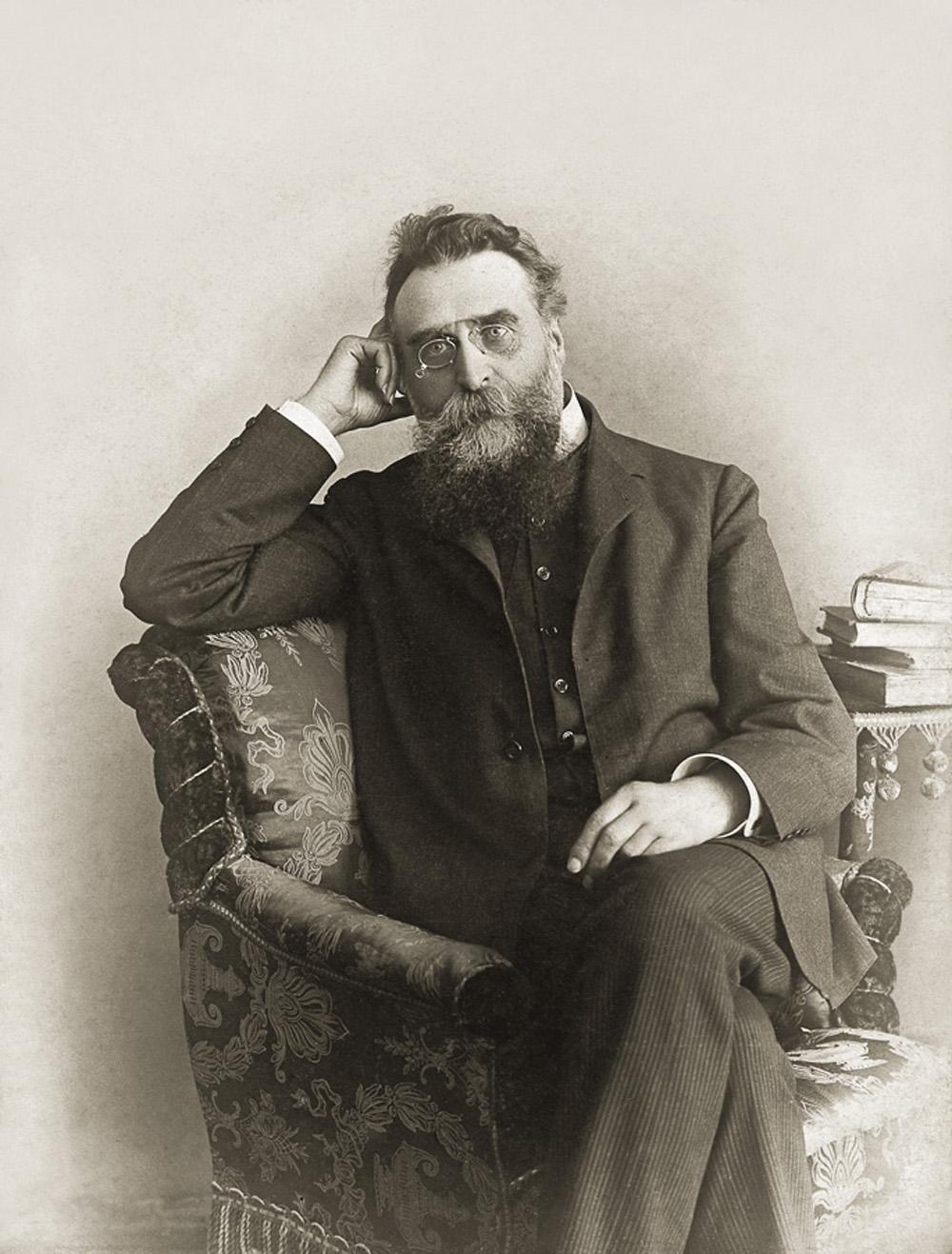
Jonas Basanavičius, un des leaders du renouveau national lituanien.

En raison d'une longue période d'État et de nationalité commune entre la Pologne et la Lituanie, et de politique de russification par l'Empire russe, beaucoup de nobles lituaniens se sont polonisés au XIXe siècle et la langue n'est généralement utilisée que par les pauvres et les classes moyennes. Le lituanien était en général une langue parlée et n'était pas considéré comme suffisamment prestigieux pour l'usage écrit ; il était cependant conservé par certains membres de la petite noblesse, en particulier dans la région de Samogitie. La langue n'est pas encore normalisée ; sa grammaire varie considérablement d'une région à l'autre sous la forme des dialectes de Haute Lituanie et de Samogitie et de leurs sous-dialectes. On s'attendait même à ce que la langue lituanienne s'éteigne, car les territoires orientaux de la Lituanie moderne et du nord-ouest de la Biélorussie se slavisaient de plus en plus, et beaucoup de gens utilisaient le polonais ou le biélorusse dans leur vie quotidienne. Au début du XIXe siècle, l'usage de la langue lituanienne se limitait en grande partie aux campagnes lituaniennes ; la seule région où le lituanien était considéré comme approprié pour la littérature était la Petite Lituanie sous contrôle allemand, en Prusse-Orientale. Même ici, un afflux d'immigrants allemands menaçait la langue maternelle et la culture lituano-prussienne.
Plusieurs facteurs contribuèrent à sa renaissance ultérieure : la langue attira l'attention des chercheurs de la science naissante de la linguistique comparée ; après l'abolition du servage dans l'Empire russe en 1861, la mobilité sociale s'accroît et les intellectuels lituaniens sortent des rangs de la population rurale. La langue devient associée à l'identité en Lituanie, comme ailleurs en Europe. Au sein de l'Église catholique, les barrières qui empêchaient auparavant les gens des classes moyennes d'accéder à la prêtrise ont été assouplies. Une relation plus étroite s'établit entre le clergé instruit, de plus en plus d'origine lituanienne, et ses paroissiens, y compris l'empathie pour leur désir d'utiliser la langue lituanienne. Le mouvement national émergent cherche à s'éloigner des influences polonaises et russes, et l'utilisation de la langue lituanienne est considérée comme un aspect important de ce mouvement.